# Irene Blumenthal
Irene Blumenthal (* 17. Oktober 1913 in Berlin; † 22. Juli 2005 ebenda) war eine deutsche Ärztin.

## Leben
Irene Blumenthal wuchs in Berlin-Tempelhof auf. Im NS-Staat wurde ihrem jüdischen Vater, ihren beiden Schwestern und ihr selbst die deutsche Staatsangehörigkeit aberkannt. Rückblickend sagte Blumenthal in einem Gespräch mit Gerda Jun: „Staatenlos – das war wie heimatlos, rechtlos. Unsere Mutter ist eine wirkliche Heldin gewesen: wie sie unseren Vater und ihre Kinder in dieser gefährlichen Zeit beschützt hat …!“ 1933 legte Blumenthal das Abitur ab. Als Kind einer sogenannten Mischehe durfte Blumenthal nicht studieren. Sie hat als junge Frau in kirchlichen Kinderheimen gearbeitet und betreute nach einer Fürsorgerinnenausbildung Kinder mit Behinderungen in einem Heim der Inneren Mission in Züllichau. Von diesen Erfahrungen geprägt, fühlte sie sich in der Nachkriegszeit von der Ethik Albert Schweitzers angezogen.
1946, mit 33 Jahren, nahm Blumenthal ihr Medizinstudium auf. 1951 legte sie an der Humboldt-Universität das Staatsexamen ab und arbeitete anschließend als Assistenzärztin in der Charité. Zugleich absolvierte Blumenthal von 1955 bis 1961 eine Psychoanalyse-Ausbildung am Institut für Psychotherapie in der Potsdamer Straße in West-Berlin, die sie jedoch wegen der Errichtung der Berliner Mauer nicht abschließen konnte.
Sie habe in der Psychoanalyse, so Blumenthal im Gespräch mit Gerda Jun, ihr eigenes Verhalten, ihre eigene Struktur besser wahrgenommen: „Auch die Minderwertigkeitsgefühle aus der Nazizeit gingen weg, ich habe meinen Wert erkannt.“
Nach bestandener Facharztausbildung für Psychiatrie und Neurologie wurde Blumenthal 1959 Ärztin im Städtischen Krankenhaus Herzberge in Berlin-Lichtenberg. Zunächst arbeitete sie im Bereich Erwachsenen-Psychiatrie. Noch 1959 ist sie mit der Einrichtung einer eigenständigen kinder- und jugendpsychiatrischen Abteilung beauftragt worden, die sie im April 1960 als erste Oberärztin eröffnete. Ab 1961 war Blumenthal Chefärztin der Klinik für Kinder- und Jugendpsychiatrie mit angeschlossener Fachambulanz.
Mit ihrem psychoanalytischen Wissen brachte Blumenthal die Psychiatrie sowie Psychotherapie voran, obgleich die Lehre Sigmund Freuds in der DDR weder offiziell vermittelt noch angewandt wurde. Sie setzte neue Akzente und trat ein für die Enttabuisierung und Entstigmatisierung von Kindern mit Behinderungen.
Für jugendliche Patienten führte Blumenthal 1961 eine tagesklinische Betreuung ein; ein Novum in der damaligen Zeit. Sie schrieb damit Medizingeschichte, so Autorin Ursula Schröter. Durch die Organisationsform der Tagesklinik blieb die Familienbindung der Patienten erhalten. Darüber hinaus ergab sich ein weiterer Aspekt. Da die Mehrheit der Patienten von ihren Angehörigen mit öffentlichen Verkehrsmitteln in die Klinik gebracht wurde, erfolgte eine ständige Konfrontation der Gesellschaft mit Menschen, die eine Behinderung aufwiesen. Die persönliche Begegnung förderte das Bewusstsein dafür, dass Menschen mit Behinderung Teil der Gesellschaft waren.
Blumenthal war nie Mitglied der SED. Sie gehörte der Evangelisch-lutherischen Kirche an; 1968/69 war Blumenthal Synodale der Evangelischen Kirche in Deutschland, 1969–1981 des Bundes der Evangelischen Kirchen in der DDR. Von 1969 bis 1973 zählte sie zu den Mitgliedern der Konferenz der Evangelischen Kirchenleitungen in der DDR.
Auf einer Synode der Evangelischen Kirchen in der DDR 1977 plädierte Blumenthal für die Hinwendung der Diakonie zu Menschen mit Schädigungen und Behinderungen, wobei sie insbesondere auf „suicidale und dissoziale Kinder und Jugendliche“ hinwies: „Ich denke an die Suchtkranken, die es auch in unserer Gesellschaft gibt, an Kinder, die betrunken auf den Bahnhöfen herumlungern, die Schlaftabletten dazunehmen, die ‚high‘ sein wollen, weil sie so nicht mehr leben wollen.“ Ihre Stellungnahme fand große Beachtung.
In den Jahren 1993 bis 2005 war Blumenthal Patientenfürsprecherin am Krankenhaus in Berlin-Lichtenberg.
Auf ihre Initiative hin wurde im Juni 1994 in der St. Marienkirche in Berlin-Mitte eine Suppenküche gegründet. Bedürftige erhalten dort seitdem vierzehntäglich eine warme Mahlzeit.

## Auszeichnungen
Im Jahr 1980 nahm Blumenthal in Anerkennung ihrer besonderen Verdienste in der Psychotherapie und Sozialpsychiatrie von der Gesellschaft für Ärztliche Psychotherapie (GÄP) der DDR die John-Rittmeister-Medaille entgegen. Diese wurde 21 Personen verliehen; unter ihnen waren drei Frauen. Außer Blumenthal erhielten die Medaille John Rittmeisters Ehefrau, Eva Rittmeister und die Leipziger Professorin Christa Kohler.
Für ihr ehrenamtliches Engagement wurde Blumenthal des Weiteren am 7. Dezember 2003 durch Bischof Wolfgang Huber mit der Johann-Hinrich-Wichern-Plakette des Diakonischen Werkes ausgezeichnet.